# Елинор Катън
Елинор Катън (на английски: Eleanor Catton) е новозеландска писателка, авторка на бестселъри в жанровете съвременен и исторически роман.

## Биография и творчество
Елинор Катън е родена на 24 септември 1985 г. в Лондон, Онтарио, Канада, където баща ѝ получава докторска степен в Университета на Западно Онтарио. Когато е на 6 години, семейството ѝ се завръща в Нова Зеландия и тя израства в Крайстчърч.
Завършва гимназия „Бърнсайд“ в Крайстчърч, като учи година в Лийдс. Получава бакалавърска степен по английска филология от Университета на Кентърбъри в Крайстчърч. Получава магистърска степен по творческо писане от Международния институт за модерна литература към Университета Виктория в Уелингтън.
През 2008 г. е издаден първият ѝ роман „Репетицията“ (The Rehearsal), който третира темата за любовната връзка между учител и гимназистка и е част от магистърската ѝ работа. Книгата е удостоена с множество награди за дебют. Същата година получава стипендия и завършва Програмата за творческо писане към Университета на Айова.
През 2013 г. е издаден вторият ѝ исторически роман „Светилата“. Той описва трудния живот на златотърсачите на Нова Зеландия през 1866 г. Книгата става бестселър и е удостоена с престижната награда „Букър“. Към 2014 г., с нейните 832 страници, тя е най-дългото произведение отличено с наградата, а писателката е най-младият носител на отличието. За романа получава званието „доктор хонорис кауза“ от Университета Виктория и Орден за заслуги към Нова Зеландия.
През 2014 г. учредява литературна награда за начинаещи писатели. Преподава творческо писане към Технологичния институт „Манукао“ в Окланд.
През януари 2016 г. се омъжва за поета и писател Стивън Тусен. Елинор Катън живее със семейството си в Окланд, Нова Зеландия.

## Произведения

### Самостоятелни романи
- The Rehearsal (2008)
- The Luminaries (2013) – награда „Букър“
Светилата, изд.: ИК „Лабиринт“, София (2014), прев. Владимир Молев